# 에이지플레이

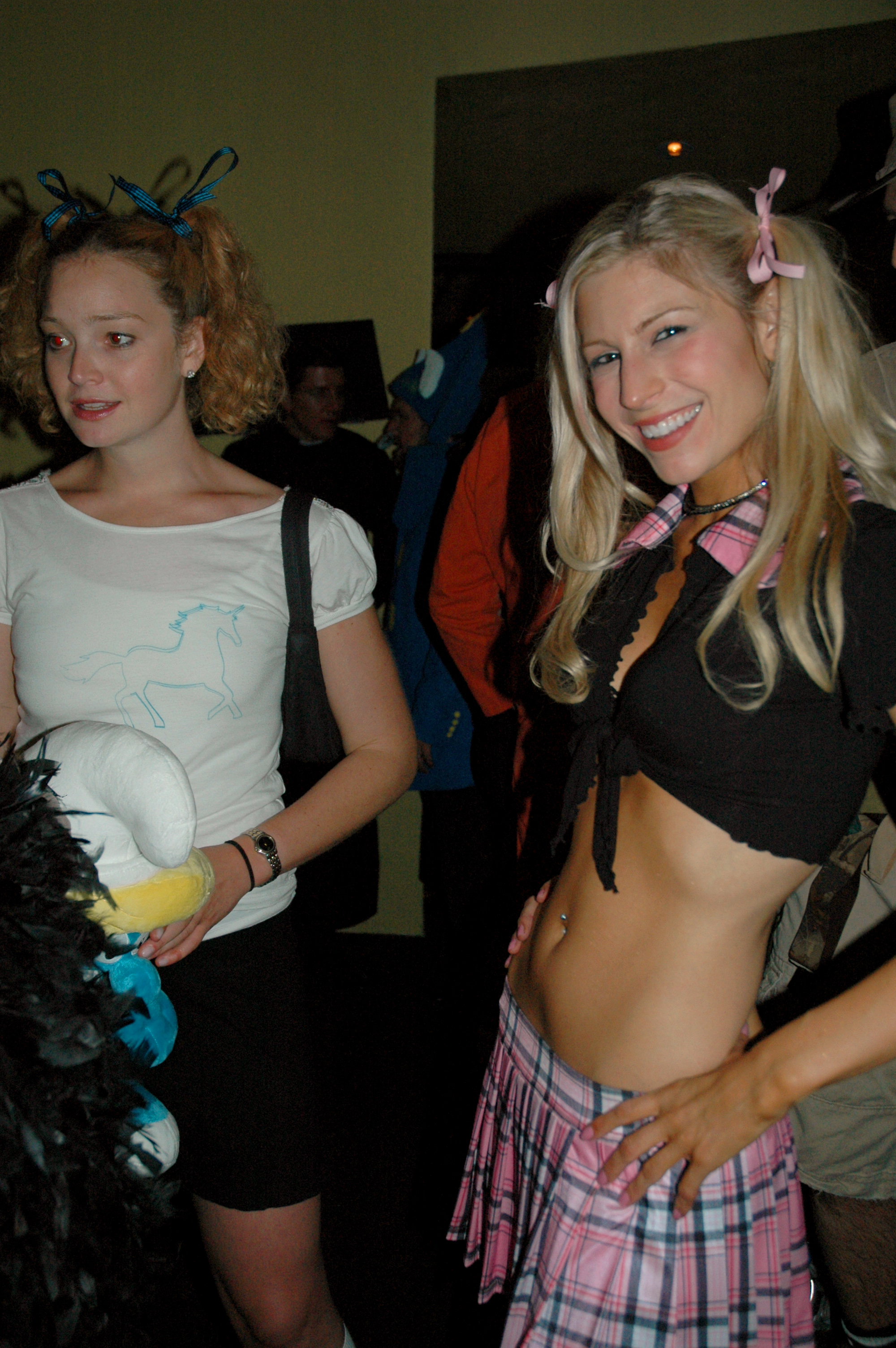

에이지플레이(Ageplay)는 성행위와 SM으로 상대를 아기처럼 취급하는 플레이를 가리킨다.
개인이 다른 사람을 마치 다른 나이인 것처럼 행동하거나 대하는 역할극의 한 형태이다. 에이지플레이는 성인 간의 역할극이며 모든 당사자의 동의가 필요하다. 에이지플레이가 반드시 성적인 것은 아니다. 아기부터 아이, 노인에 이르기까지 모든 연령대를 묘사하는 것이 에이지플레이의 목표가 될 수 있다. 일반적으로 여기에는 실제보다 어린 척하는 사람이 포함되지만 더 드물게는 나이가 많은 역할을 맡을 수 있다.

## 같이 보기
- 나이 차이와 성적 관계
- 카와이
- 성적 역할극